# Yūto Adachi
Yūto Adachi (* 16. Dezember 2000) ist ein japanischer Leichtathlet, der sich auf den Dreisprung spezialisiert hat.

## Sportliche Laufbahn
Erste internationale Erfahrungen sammelte Yūto Adachi im Jahr 2025, als er bei den World University Games in Bochum mit einer Weite von 16,16 m den siebten Platz im Dreisprung belegte.
2024 wurde Adachi japanischer Meister im Dreisprung.

## Persönliche Bestleistungen
- Weitsprung: 7,92 m (+1,9 m/s), 5. Juni 2021 in Hiratsuka
- Dreisprung: 16,70 m (+0,4 m/s), 27. Juni 2024 in Niigata